# معادله خدا
معادله خدا: در جستجوی نظریه همه چیز (به انگلیسی: The God Equation: The Quest for a Theory of Everything) کتاب علمی همگان‌فهم نوشته میچیو کاکو است که در ۶ آوریل ۲۰۲۱ منتشر شد.
کاکو تاریخچه نظریه‌های یکسان‌سازی فیزیک را بررسی می‌کند که با قانون جهانی گرانش نیوتن شروع می‌شود که تجربه ما از گرانش روی زمین و حرکات اجرام سماوی را به نسبیت عام و مکانیک کوانتومی اینشتین و مدل استاندارد یکپارچه می‌کند. او آخرین نظریه وحدت بزرگ و گرانش کوانتومی را با نظریه ریسمان ۱۱ بعدی به عنوان تنها نظریه خودسازگاری که به نظر می‌رسد مناسب است، نامگذاری می‌کند.
این کتاب در رتبه ششم فهرست کتاب‌های پرفروش نیویورک تایمز در بخش غیرداستانی برای هفته منتهی به ۱۰ آوریل ۲۰۲۱ قرار گرفت.